# Wenn kommt, dann kommt
Wenn kommt, dann kommt ist das Debütalbum des deutschen Rappers Jasko. Es erschien am 18. März 2016 über das Hip-Hop-Label Banger Musik.

## Titelliste
1. Asozialer Jugoslawe – 2:17
2. Betrugo – 2:43
3. No Go Area – 2:26
4. Skit 1 – 0:41
5. Wenn kommt dann kommt (feat. Farid Bang) – 2:39
6. Gossenunikat – 2:41
7. Kein Disstrack (feat. Majoe) – 2:45
8. Wegen dir – 2:39
9. Killn (feat. KC Rebell) – 2:30
10. Skit 2 – 0:49
11. Steinzeit Kanakken – 2:48
12. Schwanzgesteuert (feat. Summer Cem) – 2:49
13. Keiner von uns – 2:51
14. Abstand – 2:40
15. Winter (feat. Farid Bang) – 3:09
16. Nie wieder Dispo – 2:46
17. Dreckskanakke – 2:53
18. Skit 3 – 0:32
19. Drive by Music (Bonus-Titel) – 2:42
20. Deutschlandweit (Bonus-Titel) – 2:43
21. Hure (feat. Majoe) (Bonus-Titel) – 3:07

## Rezeption

### Charts
Wenn kommt, dann kommt stieg auf Platz 18 der deutschen Album-Charts ein. Nach einer Woche verließ die Veröffentlichung die Hitparade wieder. Auch in Österreich positionierte sich das Album auf Rang 18. In der Schweiz belegte es Position 17.

### Kritik
Die E-Zine Laut.de bewertete Wenn kommt, dann kommt mit zwei von möglichen fünf Punkten. Aus Sicht des Redakteurs Alexander Austel versage Jasko „auf ganzer, unterhaltungs-technischer Linie.“ Im Stück Steinzeit Kanakken stelle sich der Rapper als „sexistischer Stecher“ dar. Dabei komme sein Vortrag „so gewollt frauenverachtend rüber, dass man es ihm einfach nicht“ abnehme. Zudem sei er „fern jeglicher künstlerischer Idee und fast schon bemitleidenswert.“ Die Produktionen finden dagegen positive Kritik. So bewege sich Jasko musikalisch „auf einem ganz anderen Niveau als es seine Texte suggerieren.“ Die Songs zeichne sich zum Teil durch ein „solides Sound-Fundament [aus], das Stimmung erzeug[e] und an Osteuropa und hart umkämpfte Straßen“ erinnere. Auch die „Kürze der Tracks“ wird positiv hervorgehoben.